# Корокондама
Корокондама — одне з міст Боспорської держави. Згадується Страбоном (XI, 2, 8 і 14) та ін. античними авторами. Імовірно, Корокондама знаходилася на південному березі Таманської затоки (що називалася в давнину Корокондамітським озером), на мисі Тузла. Тут збереглися залишки античного поселення і його некрополя, який з середини ХІХ ст. неодноразово піддавався археологічним розкопкам. З'ясовано, що поселення існувало з VI ст. до н. е. по IV ст. н. е. і мало змішане населення (греки, синди, меоти).

## Ресурси Інтернету
- http://www.e-reading.club/chapter.php/69370/68/Kondratov_-_Atlantidy_ishchite_na_shel'fe.html [Архівовано 16 липня 2015 у Wayback Machine.]
- http://www.trud.ru/article/12-11-2005/96496_gorod_v_rifax.html [Архівовано 15 липня 2015 у Wayback Machine.]